# Kostel svatého Bartoloměje (Mochov)
Kostel svatého Bartoloměje v Mochově je římskokatolický filiální kostel čelákovické farnosti. Původně gotický kostel ze 14. století je nejstarší dochovanou památkou v obci Mochov v okrese Praha-východ ve Středočeském kraji. Areál je chráněn jako kulturní památka.

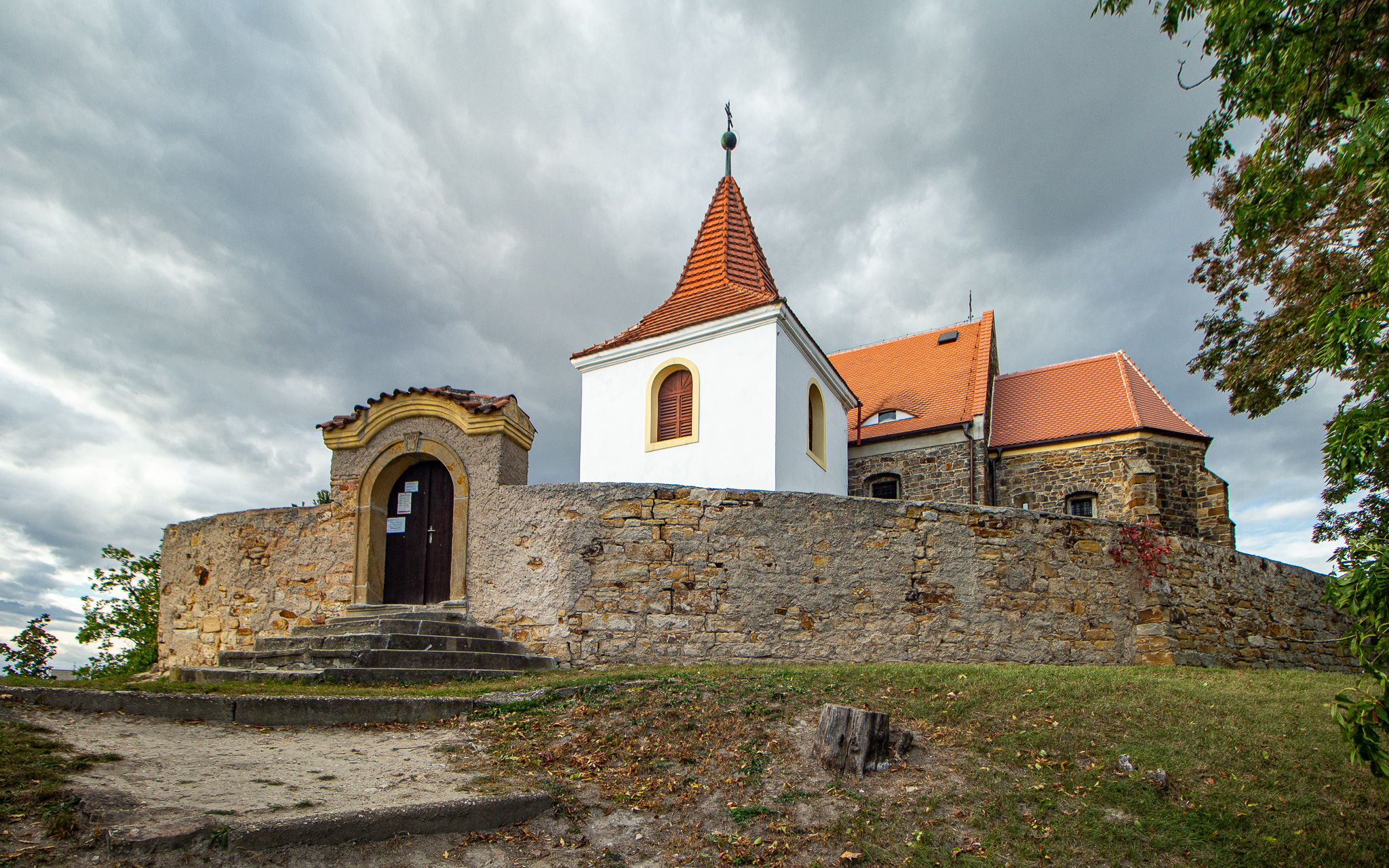
Kostel sv. Bartoloměje

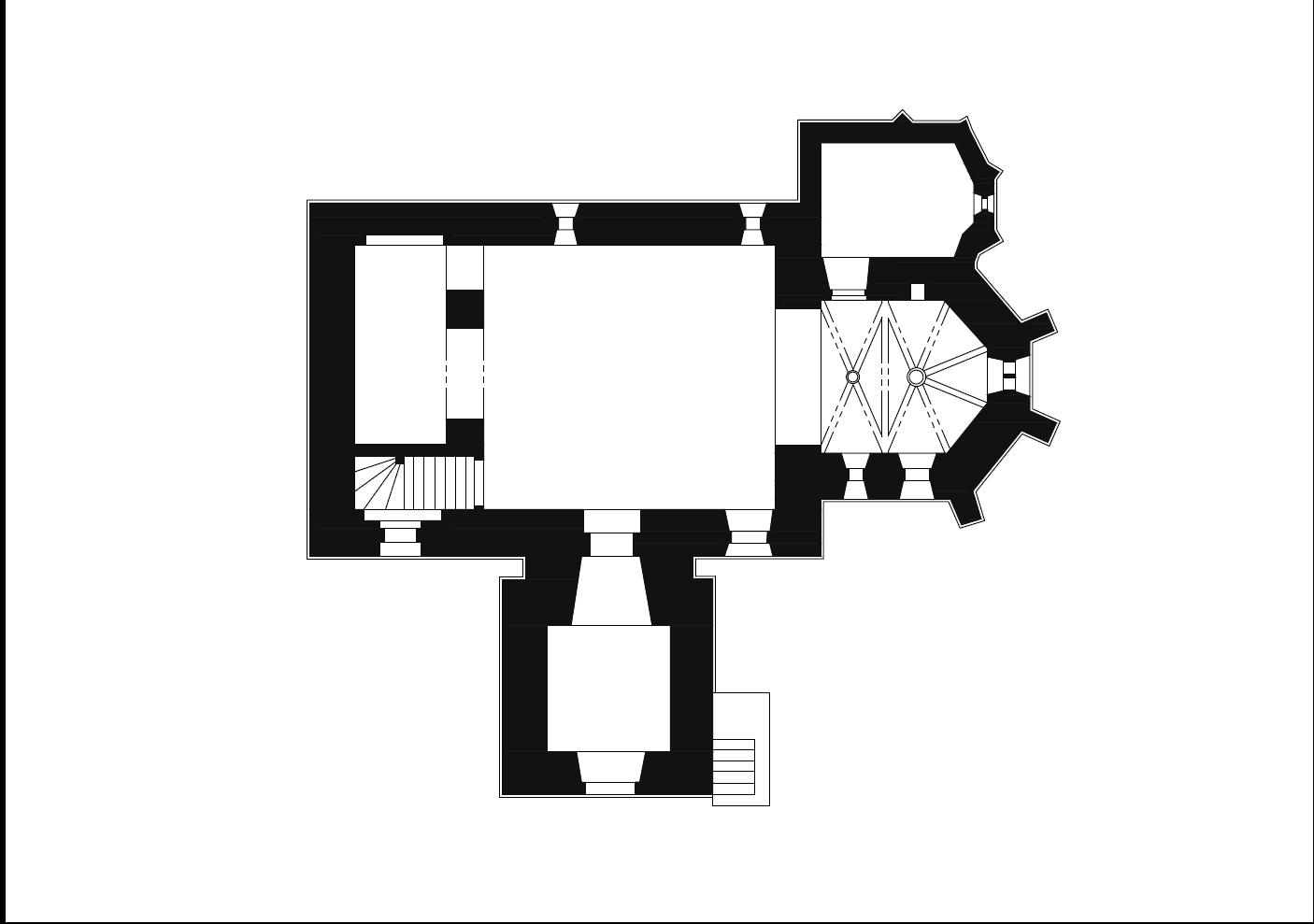
Půdorys

## Historie

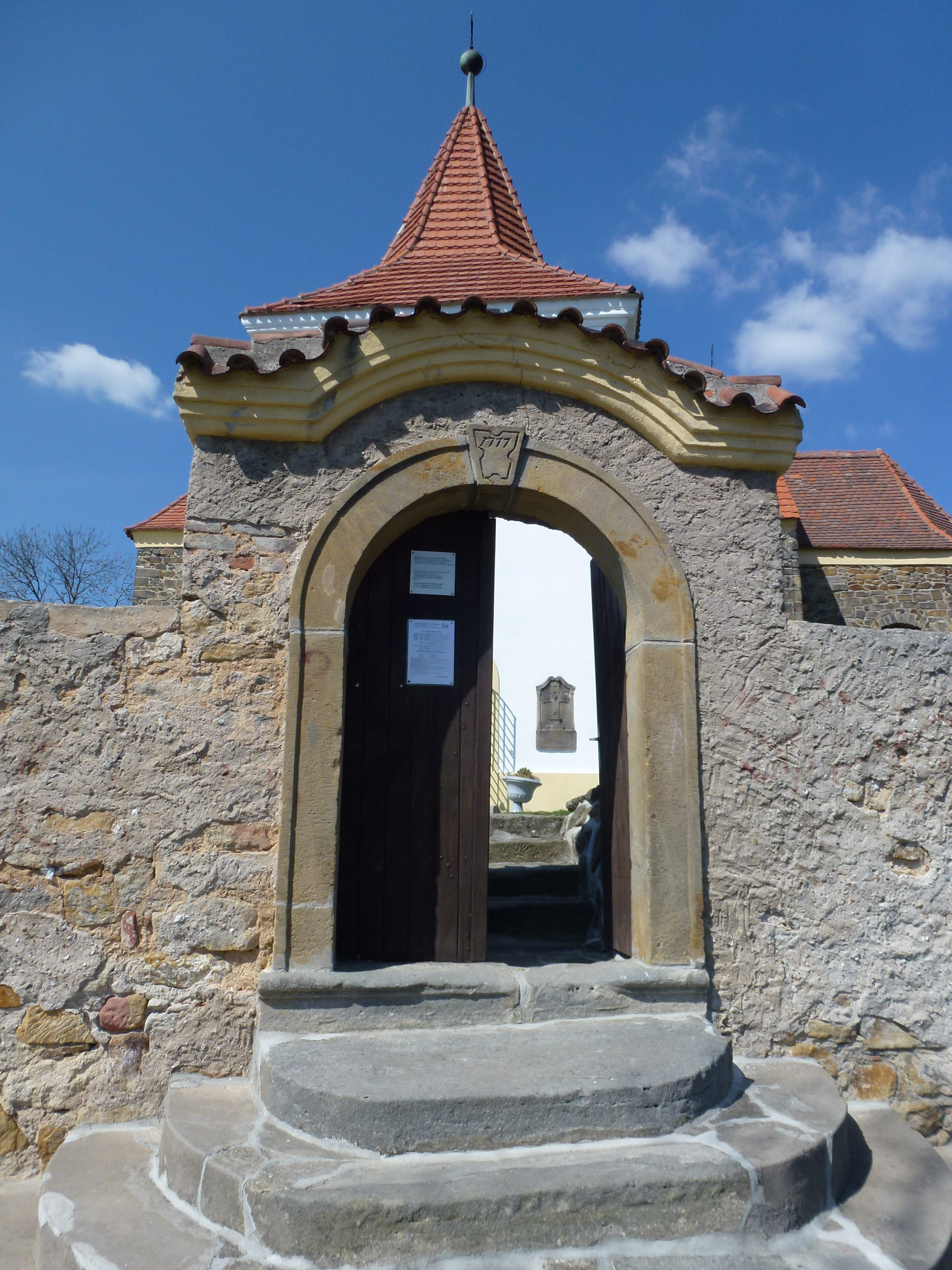
Hřbitovní brána

Na pahorku původně stávala malá tvrz s kaplí zasvěcenou sv. Markétě. Pešek Nymburský, jenž je zmiňován jako patron kostela, nechal kapli přebudovat na gotický kostel sv. Bartoloměje. Jižní stěna tvrze, kde byl původně situován s největší pravděpodobností i vstup, byla stržena při výstavbě kněžiště. Po této úpravě se kaple dále využívala jako sakristie. Kostel byl vystaven ve 14. století ve slohu gotickém. Již od postavení bylo na kostel poukazováno jako na farní. V průběhu 15. století se mochovští začali hlásit k utrakvistickému vyznání a až do první poloviny 17. století zde působili faráři pod obojí způsobou. Po bitva na Bílé Hoře (1620) byl farář vyhoštěn. Stavba bez faráře postupem času pustla a chátrala. Hlavní zásluhou na tom, že kostel úplně nezanikl, měli iniciativní mochovští farníci.
Na počátku 20. století se začaly objevovat praskliny a trhliny ve zdivu. V roce 1917 byla stavba vyztužena a staticky zabezpečena ocelovými kotvami, kterými bylo zdivo staženo. Roku 1918 byl celý kostel podezděn, omítka byla otlučena a trhliny opět opraveny. Následně se na zdivo omítka již nenanášela a zvonice zůstala jedinou omítnoutou částí kostela.
V současnosti[kdy?] v kostele probíhají bohoslužby jak římskokatolické, tak pravoslavné.

## Popis

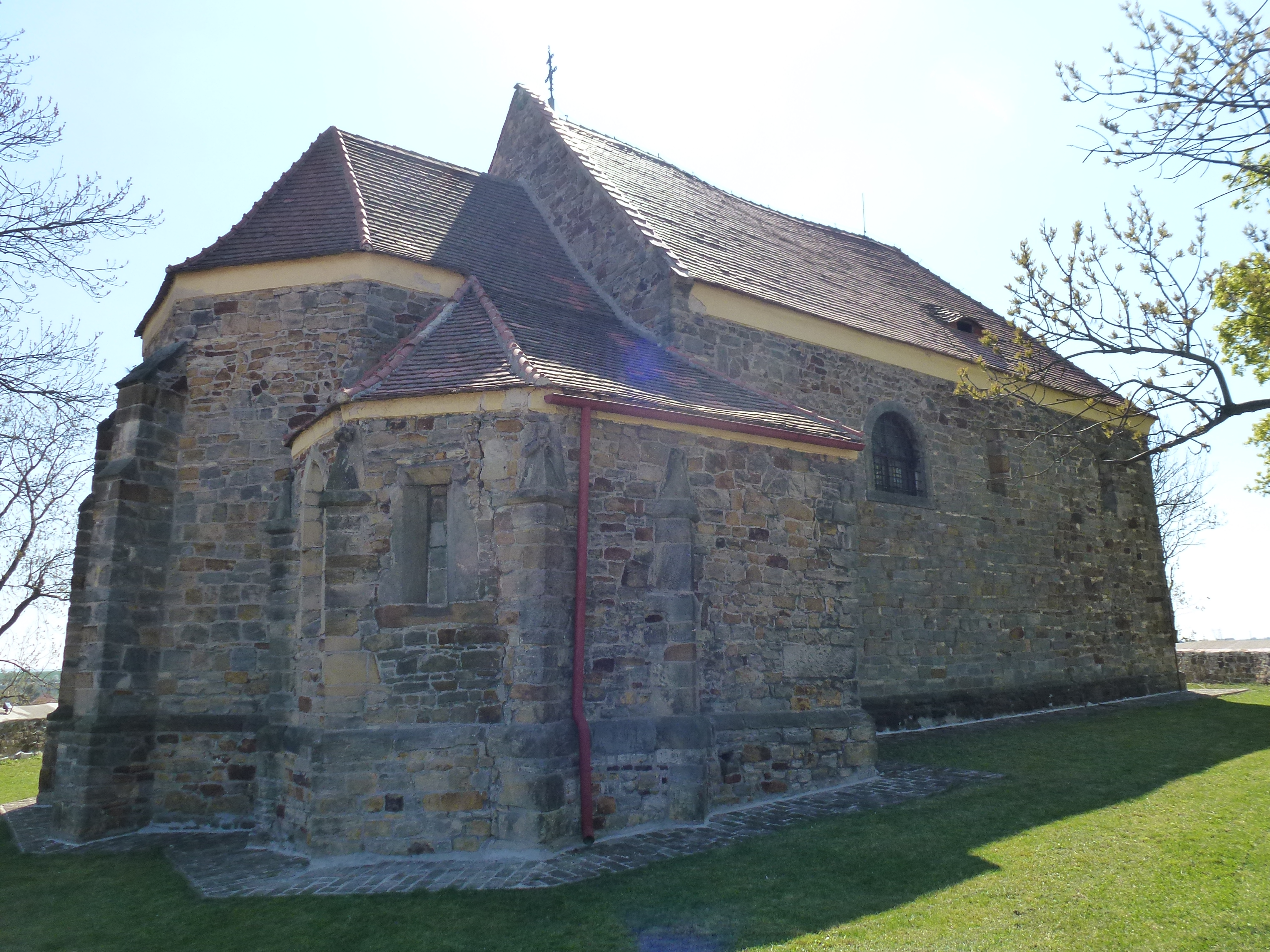
Exteriér

Vrchol ve výšce přibližně 200 m n. m. tvoří viditelnou dominantní základnu pro kostel. Pahorek je zčásti uměle nasypaný, má kuželovitý tvar a ční nad okolní krajinou. 
Na pahorek vedou dvě ramena schodiště od jihovýchodu, a to schodiště s kamenným zábradlím k zazděnému západnímu vchodu hřbitova a jednodušší schodiště napříč kopcem k jižní hřbitovní bráně. Kostel je umístěn do středu hřbitova, který se v současné době již nepoužívá. Jeho kapacita přestala dostačovat již na konci 19. století. Tento fakt je doložen i archeologickými výzkumy, při nichž se našlo i několik těl pohřbených nad sebou. Hřbitovní brána na jižní straně ohradní zdi, vstřícně zvonici, pochází z roku 1777. Jižně od hřbitova se nacházela jednoduchá dřevěná sloupová zvonička, začátkem 21. století již bez zvonu. Zůstal z ní jen pahýl připomínající dřevěný telegrafní sloup.  
Objekt kostela není nijak zvlášť členitý. Zeď člení pouze pilíře u presbytáře, které slouží jako podpora pro vnitřní klenbu. Sakristie přiléhá k presbytáři ze severní strany. Zvonice, plnící funkci kostelní věže, stojí jižně od lodi kostela a je s kostelem propojená pouze průchodem. Kostelní věž je jako jediná omítnuta. Na vrcholu střechy je dvojramenný, patriarchální kříž. Okna jsou malá a bez výraznějšího dekoru, stejně tak i portál. Do prvního desetiletí 20. století se u západní části stavby nacházela malá kostnice, ta byla roku 1935 zasypána.

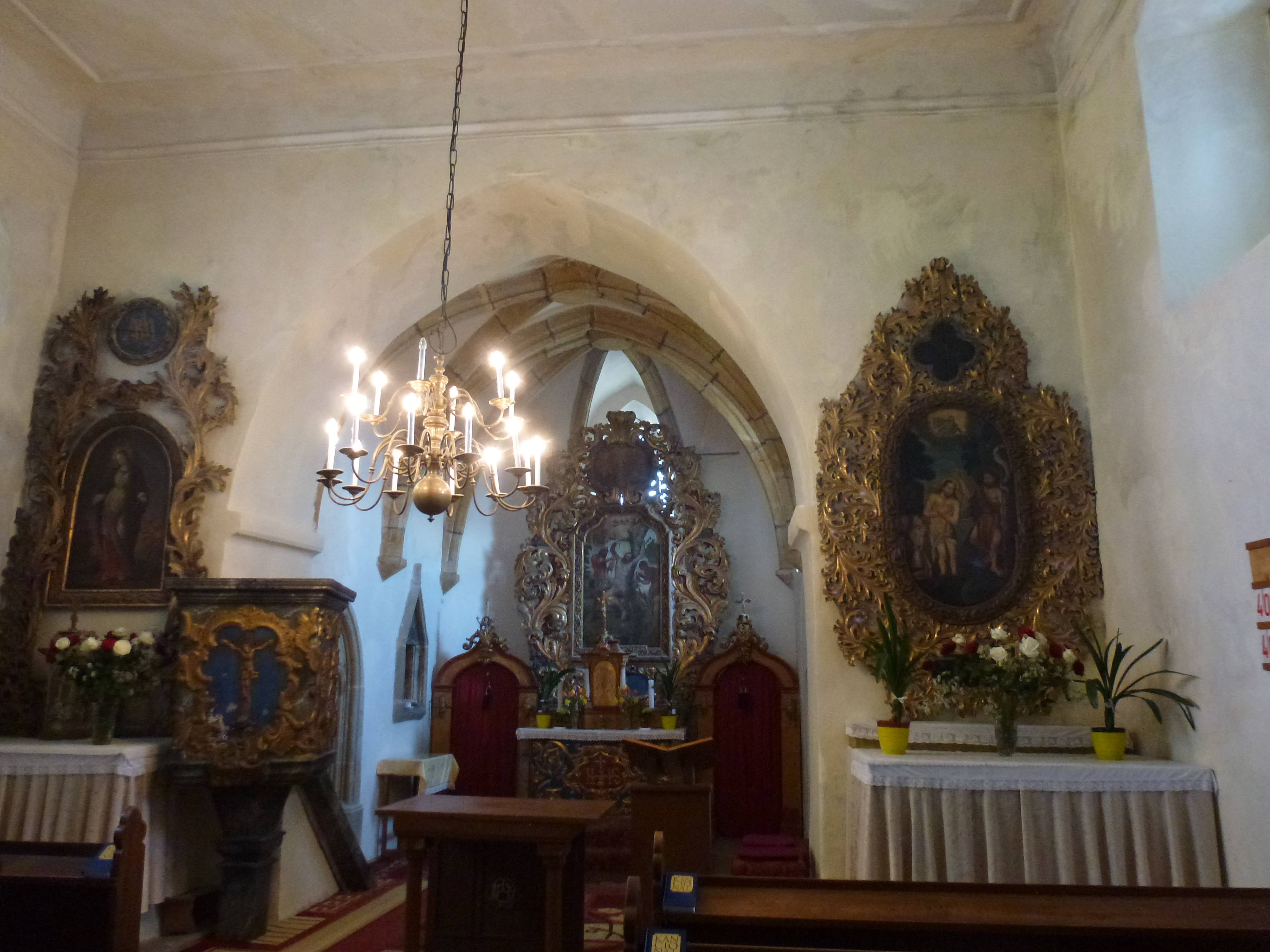
Interiér kostela

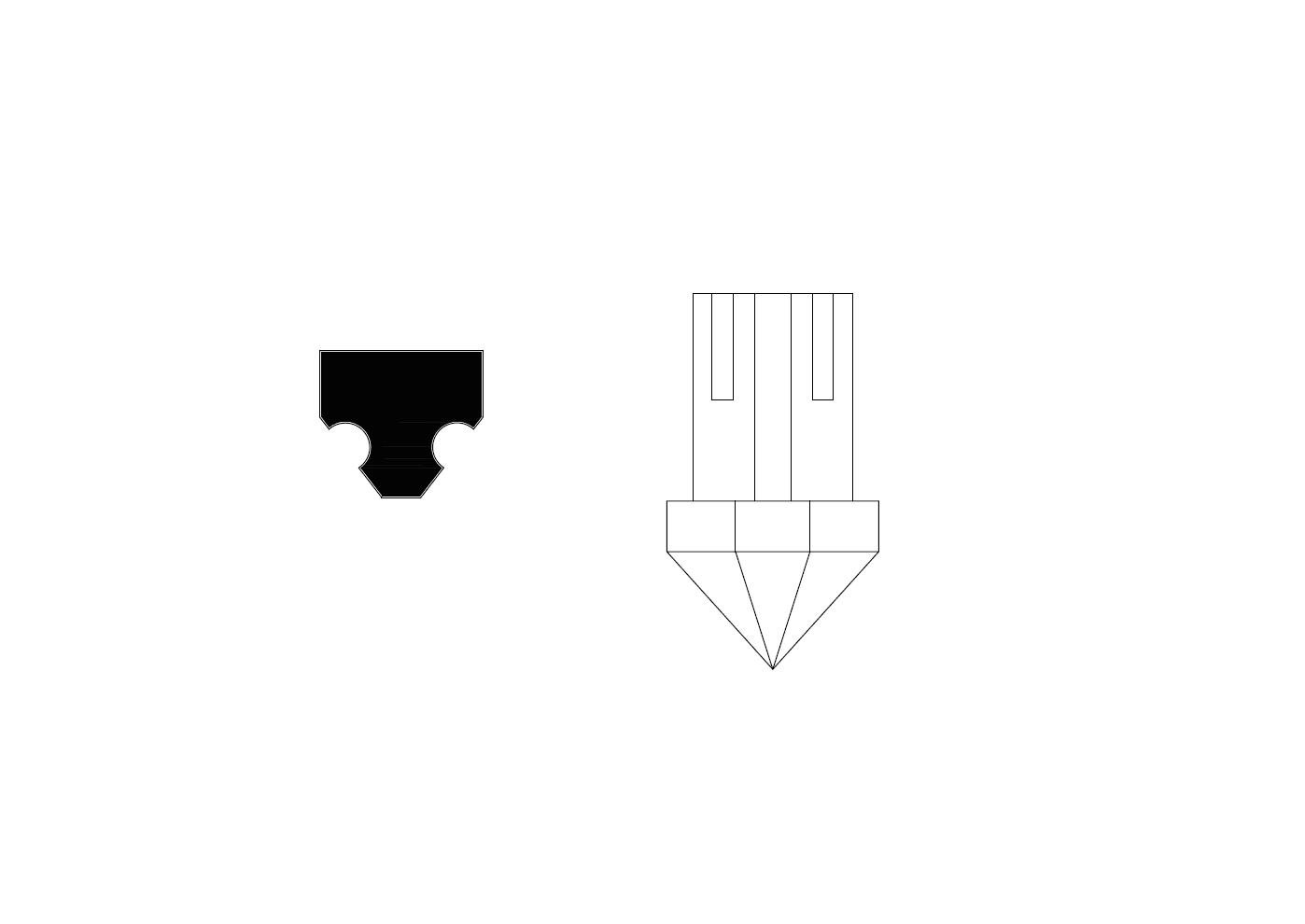
Profilace žeber - tvar konzol

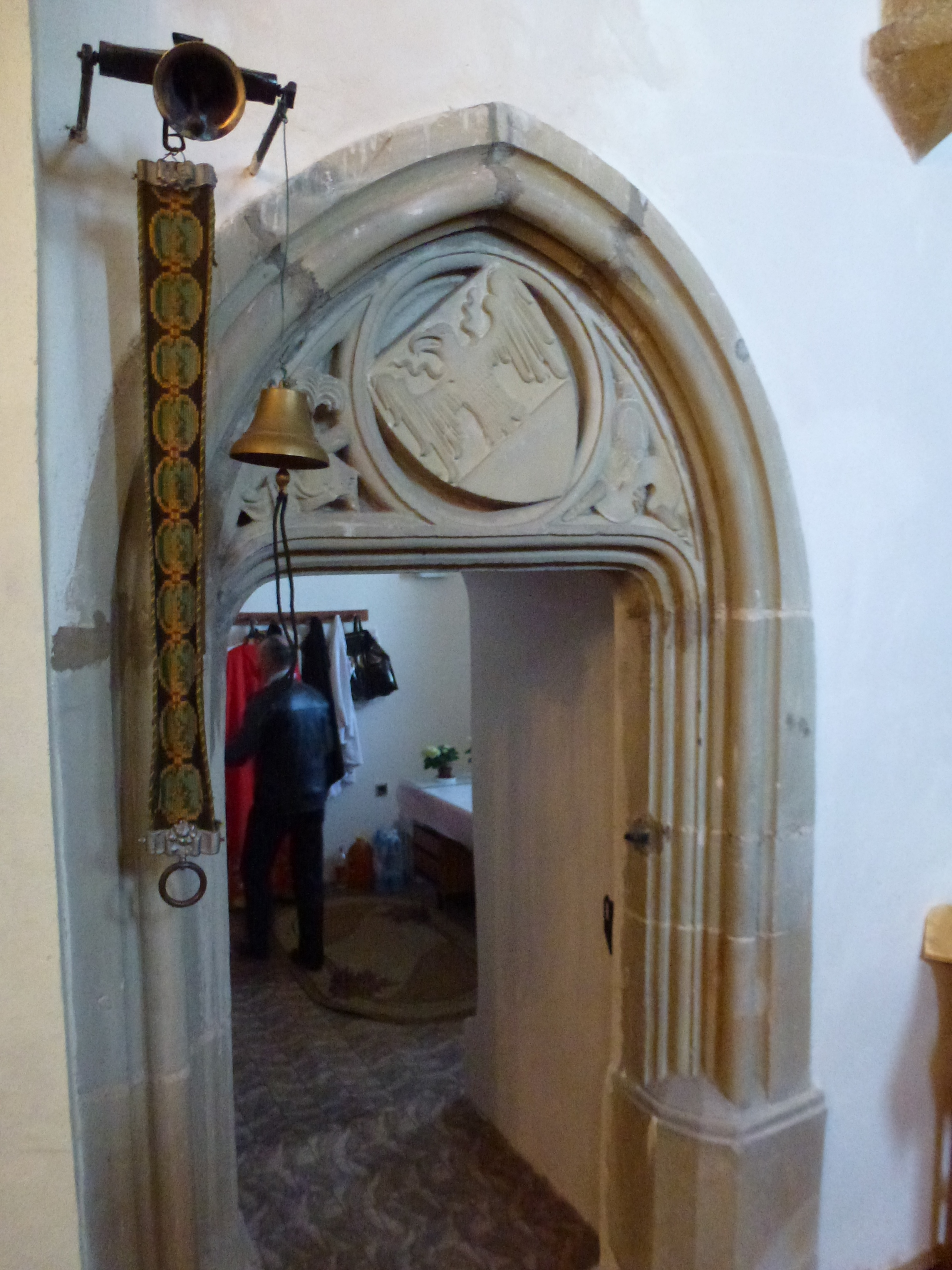
Vchod do sakristie

Jednolodní obdélníková stavba s rovným stropem a presbytářem, který polygonálně uzavírá vnitřní prostor. Strop nad presbytářem je rozčleněn na dvě pole, která obě obsahují žebrovanou klenbu. Jednotlivá žebra mají šířku přibližně 20 až 25 centimetrů a jejich průřez připomíná trojúhelníkový tvar se sešikmenými či zkosenými vrcholy. Na bočních stranách žeber jsou polokruhovité žlaby, které probíhají od konzole až k vrcholovému svorníku. Všechna žebra jsou svedena na jednoduché konzole jehlanovitého tvaru, jejichž vrcholy jsou otočeny směrem dolů. Tyto samostatné stavební prvky nejsou nijak dekorovány. Svorníky mají podobně jednoduchý charakter jako konzole. Jsou kruhovitého průřezu, mají hladký povrch bez jakékoli zdobnosti.
Součástí severní stěny kněžiště je malý obdélný výklenek s kamenným ostěním, který se směrem nahoru zužuje a vytváří trojhranný rámec. Tento výklenek slouží jako svatostánek. Ve východní zdi se nachází malé dvojdílné osové lomené okno, v jeho vrcholu se nachází vitráž čtyřlistu v kruhu. Na straně jižní je umístěno další špaletové hrotité okno. Další částí severní stěny kněžiště je portál ve tvaru lomeného oblouku s kamenným profilovaným ostěním, vedoucí do přilehlé gotické kaple. Nad dveřním otvorem se nachází tympanon s heraldickými reliéfy. Další součástí tympanonu je diagonálně posazený štít vyobrazující mochovský erb. Sakristie má podobný polygonální půdorys jako presbytář a u její východní stěny se nachází malý oltář. Do severní stěny kostela jsou umístěna dvě okna s šikmým ostěním, která jsou stejně jako okna u presbytáře úzká a hrotitá. Ve stěně jižní je profilovaný portál vedoucí do zvonice.
Hlavní oltář byl vystaven na konci 17. století. Přední strana oltáře (antependium) je rámová. Oltář je dekorován vyřezávanou ornamentikou v podobě pozlacených akantových listů. Před ním jsou v podlaze zasazeny dva náhrobní kameny s vytesanými erby pohřbených. Kněžiště odděluje od zbytku jednolodního prostoru hrotitý vítězný oblouk. V hlavní lodi se nacházejí dva vedlejší oltáře. Tyto oltáře jsou stejně jako oltář hlavní zdobeny antependii, malované a jejich rámy jsou zdobeny pozlacenými akantovými listy. Oltář v jižní stěně je barokní, přibližně z 18. století, zasvěcený Panně Marii. Hned vedle oltáře je malá kazatelna, zdobená přírodními motivy, na čelní straně je vyobrazen Ježíš Kristus. Varhany jsou umístěny u západní stěny stavby.

## Galerie

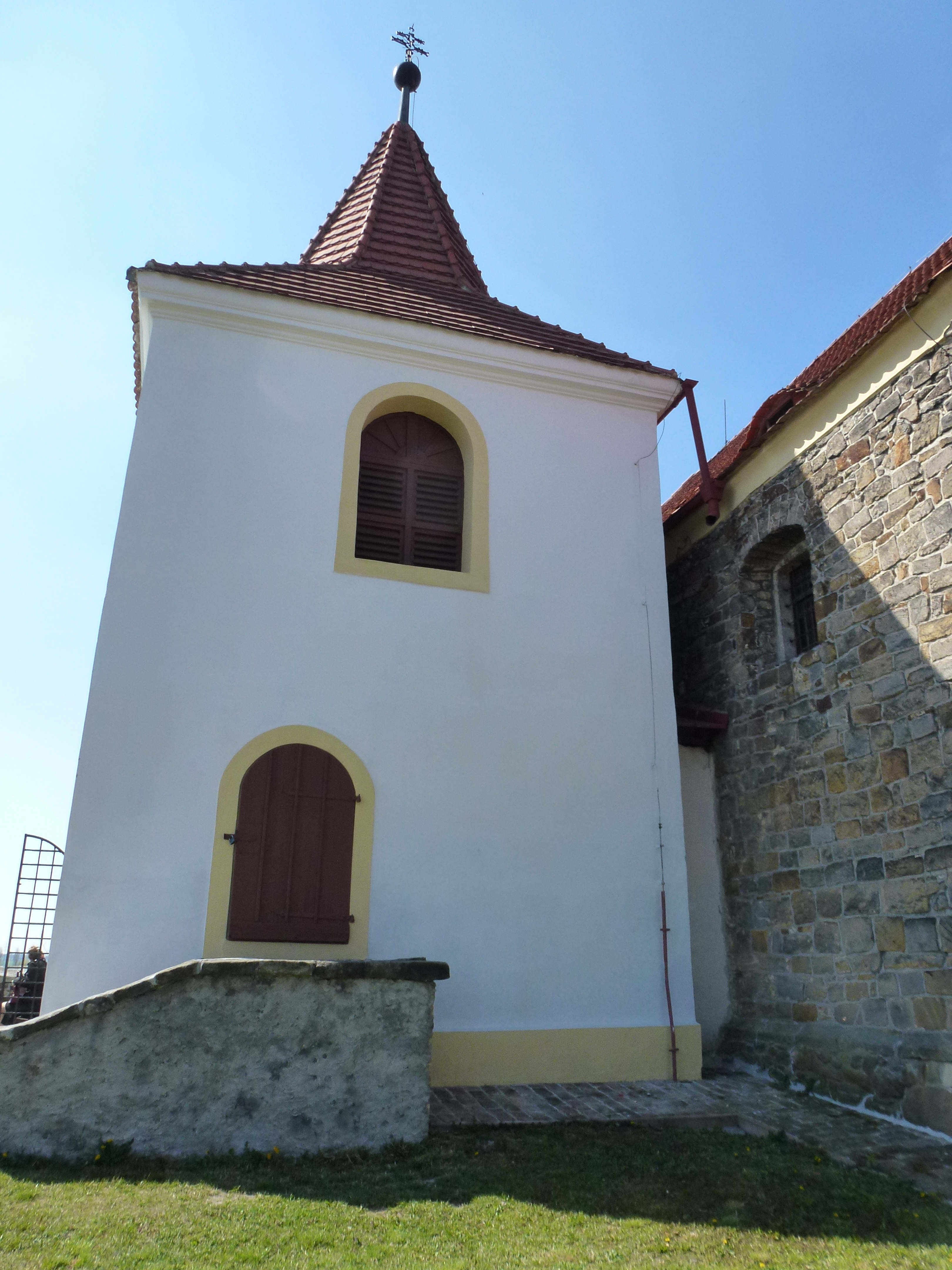
Zvonice
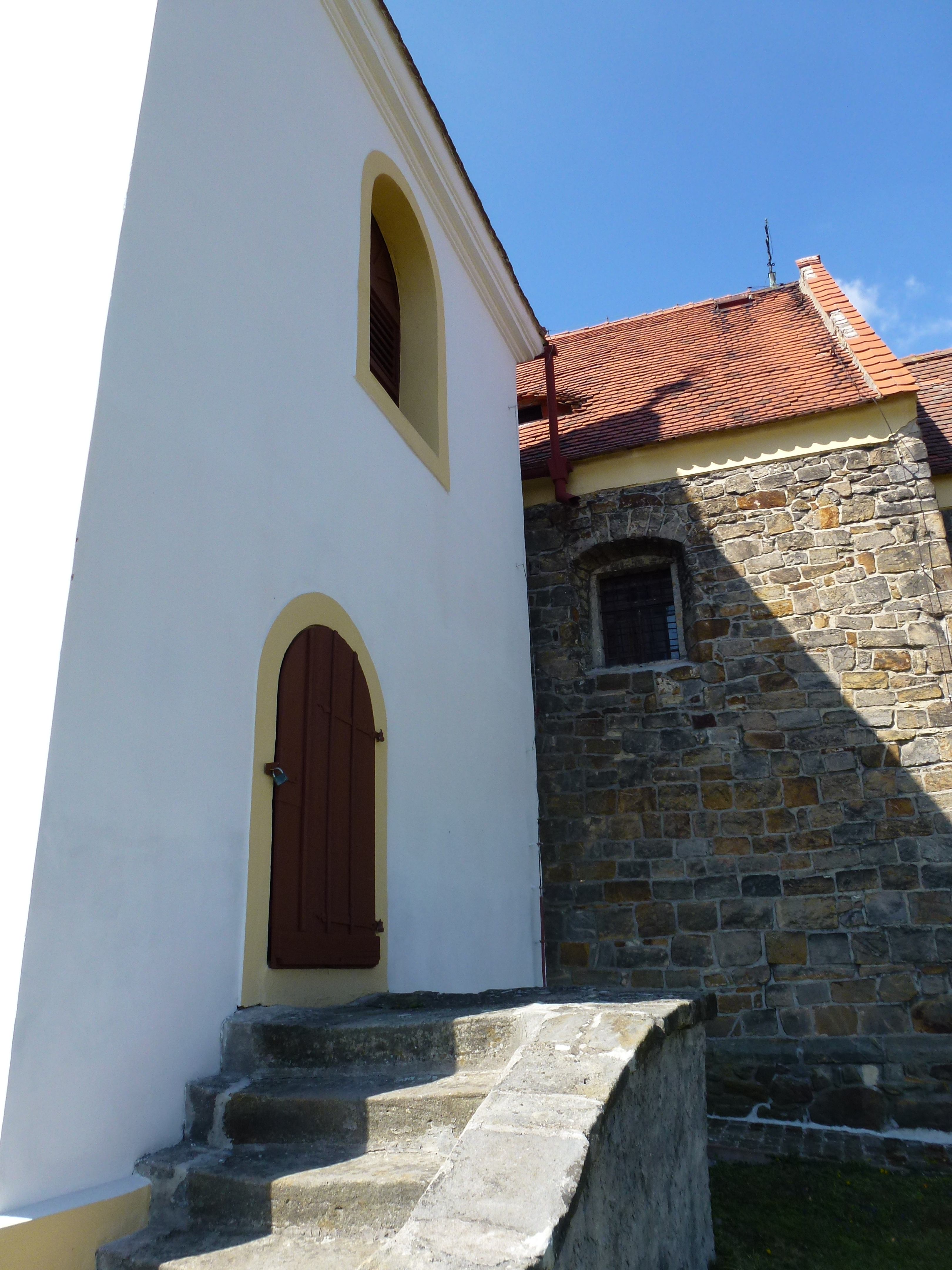
Zvonice-vstup
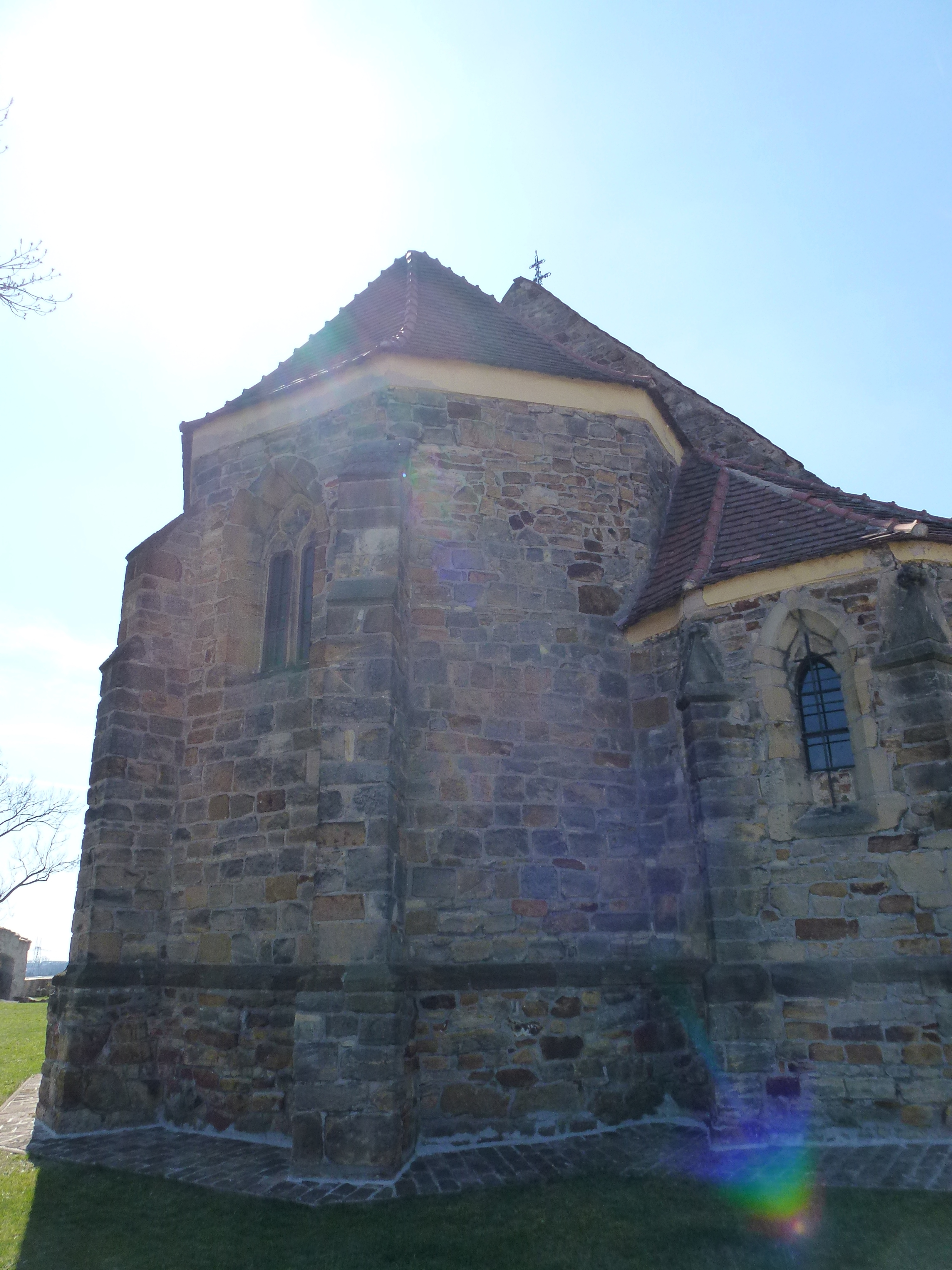
Opěrné pilíře
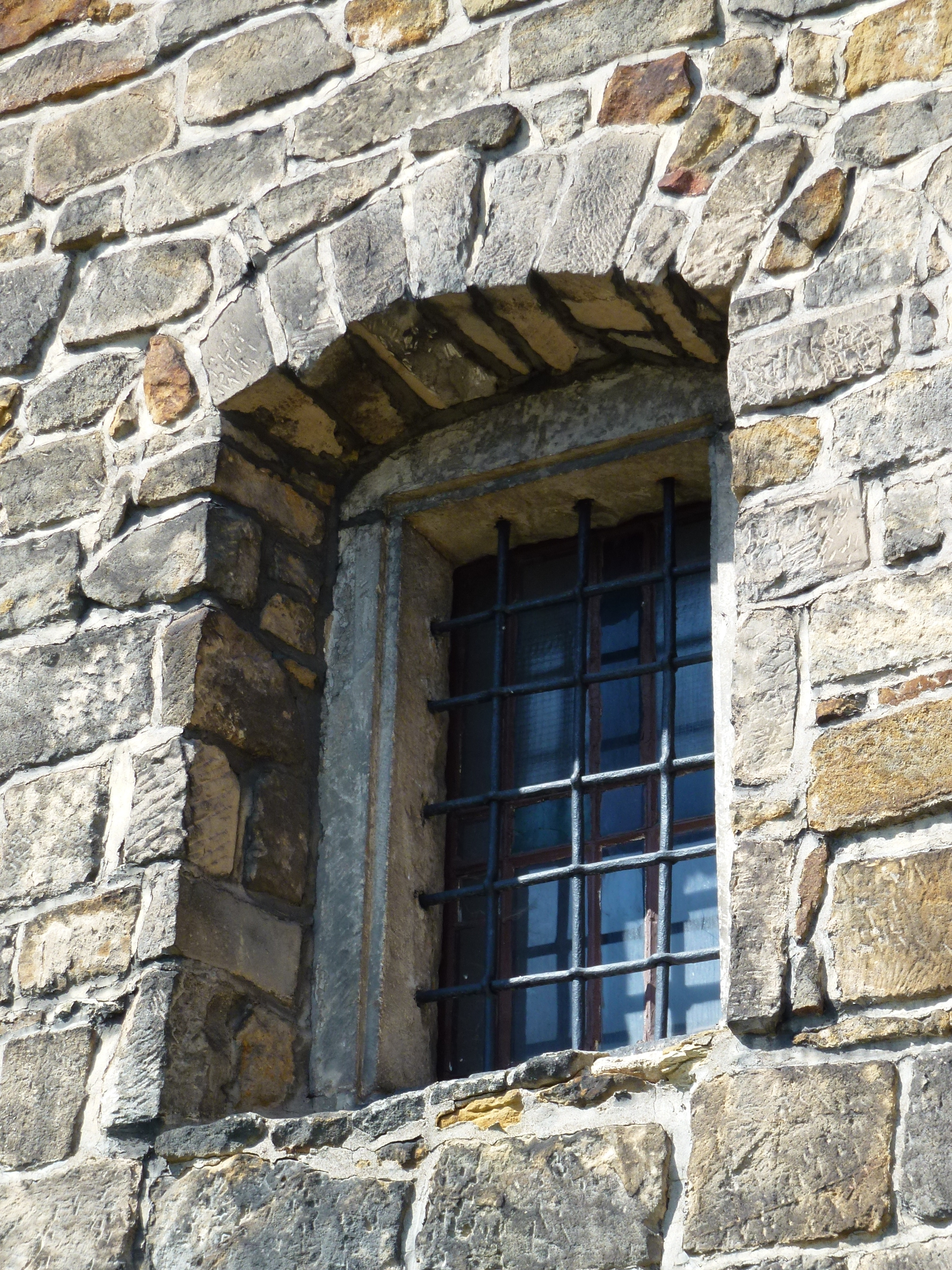
Detail Okna
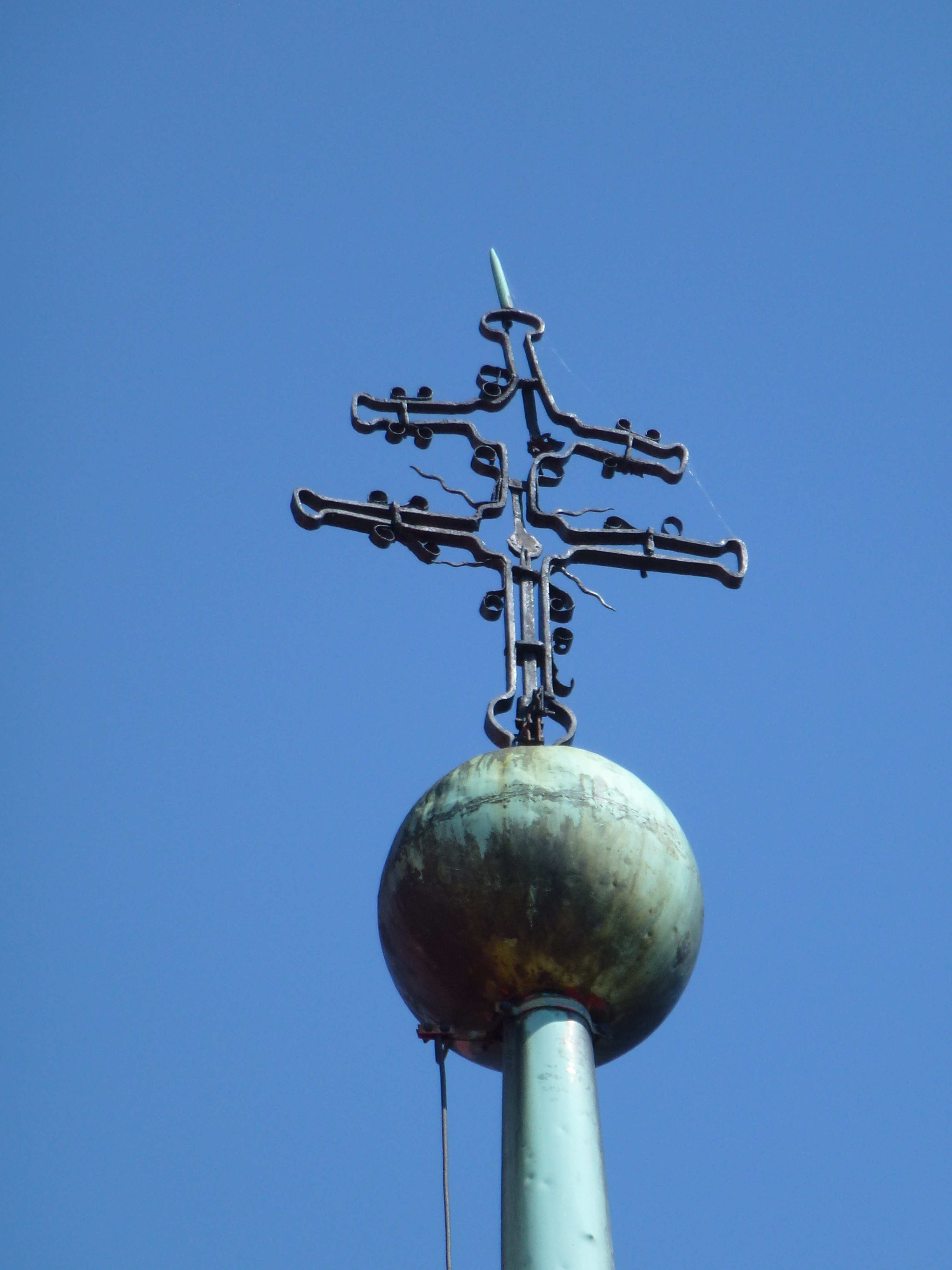
Patriarchální kříž
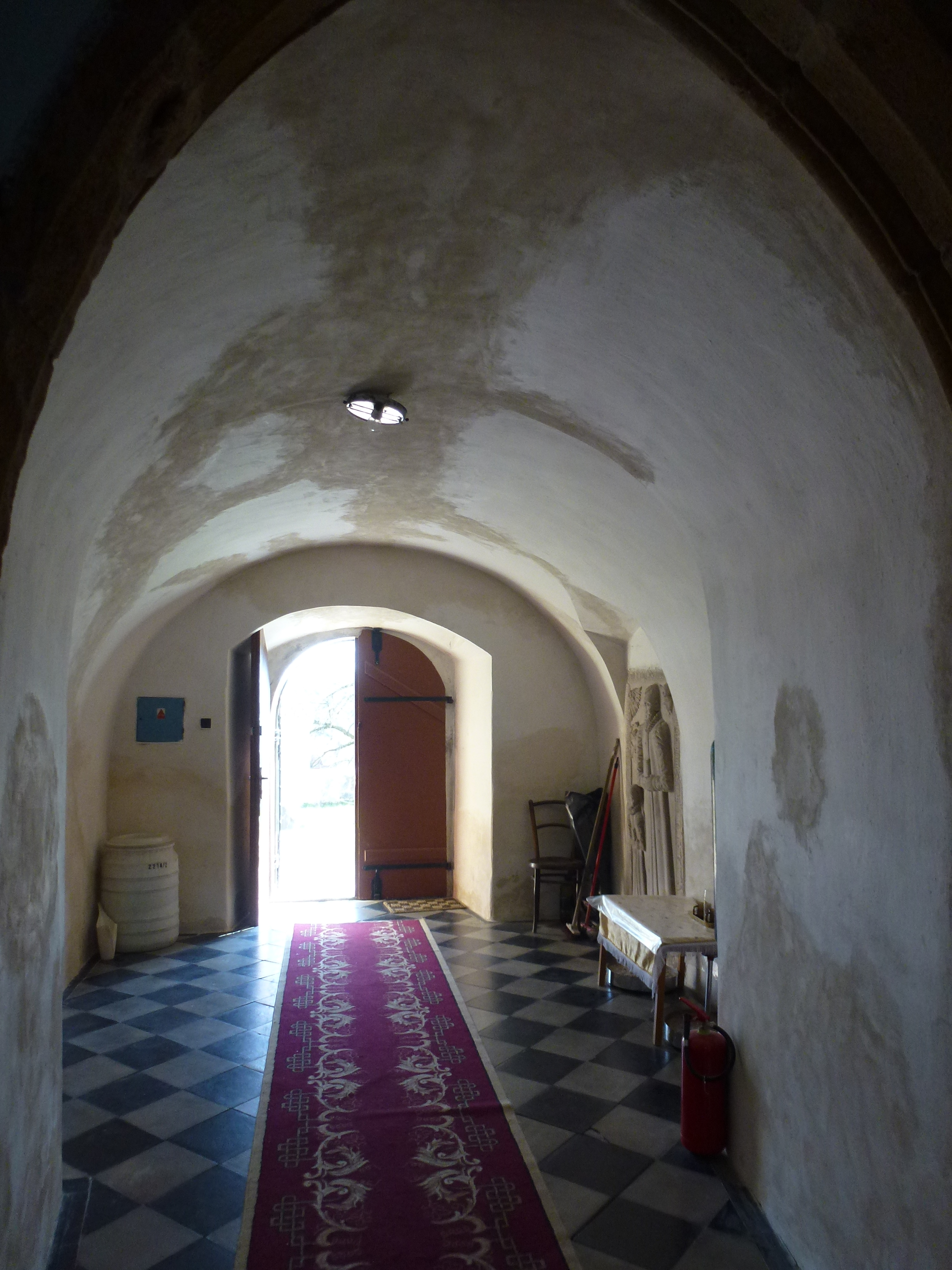
Hlavní vstup